# Lijst van administratieve eenheden in Điện Biên
Deze lijst bevat een overzicht van administratieve eenheden in Điện Biên (Vietnam).
De provincie Điện Biên ligt in het noordwesten van Vietnam, dat ook wel Vùng Tây Bắc wordt genoemd. De provincie heeft een oppervlakte van 9.562,9 km² en telt ruim 467.800 inwoners. Đắk Nông is onderverdeeld in één stad, één thị xã en zeven huyện.

## Stad

### Thành phốĐiện Biên Phủ
De stad Điện Biên Phủ is de hoofdstad van de provincie Điện Biên. De stad is onderverdeeld in zeven phường en 2 xã's. De oppervlakte van de stad bedraagt ongeveer 64,3 km² en telt ongeveer 70.000 inwoners.
- Phường Him Lam
- Phường Mường Thanh
- Phường Nam Thanh
- Phường Noong Bua
- Phường Tân Thanh
- Phường Thanh Bình
- Phường Thanh Trường
- Xã Thanh Minh
- xã Tà Lèng

## Thị xã

### Thị xãMường Lay
De thị xã Mường Lay is onderverdeeld in drie phường.
- Phường Lay Nưa
- Phường Na Lay
- Phường Sông Đà

## Huyện

### HuyệnĐiện Biên
- Xã Mường Lói
- Xã Mường Nhà
- Xã Mường Phăng
- Xã Mường Pồn
- Xã Nà Nhạn
- Xã Nà Tấu
- Xã Na ư
- Xã Noọng Hẹt
- Xã Noong Luống
- Xã Núa Ngam
- Xã Pa Thơm
- Xã Sam Mứn
- Xã Thanh An
- Xã Thanh Chăn
- Xã Thanh Hưng
- Xã Thanh Luông
- Xã Thanh Nưa
- Xã Thanh Xương
- Xã Thanh Yên

### HuyệnĐiện Biên Đông
- Thị trấn Điện Biên Đông
- Xã Chiềng Sơ
- Xã Háng Lìa
- Xã Keo Lôm
- Xã Luân Giới
- Xã Mường Luân
- Xã Na son
- Xã Nong U
- Xã Phì Nhừ
- Xã Phình Giàng
- Xã Pú Hồng
- Xã Pú Nhi
- Xã Tìa Dình
- Xã Xa Dung

### HuyệnMường Chà
- Thị trấn Mường Chà
- Xã Chà Nưa
- Xã Chà Tở
- Xã Hừa Ngài
- Xã Huổi Lèng
- Xã Ma Thì Hồ
- Xã Mường Tùng
- Xã Mường mươn
- Xã Na Sang
- Xã Nậm Khăn
- Xã Pa Ham
- Xã Phìn Hồ
- Xã Sa Lông
- Xã Sá Tổng
- Xã Si Pa Phìn

### HuyệnMương Nhé
- Xã Chà Cang
- Xã Chung Chải
- Xã Leng Su Sìn
- Xã Mường Nhé
- Xã Nà Bủng
- Xã Na Cô Sa
- Xã Nà Hỳ
- Xã Nà Khoa
- Xã Nậm Kè
- Xã Nậm Vì
- Xã Pá Mỳ
- Xã Pa Tần
- Xã Quảng Lâm
- Xã Sen Thượng
- Xã Sín Thầu

### HuyệnMường ảng
- Thị trấn Mường ảng
- Xã Búng Lao
- Xã Mường Đăng
- Xã Mường lạn
- Xã Nặm Lịch
- Xã Ngối Cáy
- Xã Xuân Lao
- Xã ẳng Cang
- Xã ẳng Nưa
- Xã ẳng Tở

### HuyệnTủa Chùa
- Thị trấn Tủa Chùa
- Xã Huổi Só
- Xã Lao Xả Phình
- Xã Mường Báng
- Xã Mường Đun
- Xã Sáng Nhè
- Xã Sính Phình
- Xã Tả Phìn
- Xã Tả Sìn Thàng
- Xã Trung Thu
- Xã Tủa Thàng
- Xã Xín Chải

### HuyệnTuần Giáo
- Thị trấn Tuần Giáo
- Xã Chiềng Sinh
- Xã Mùn Chung
- Xã Mường Mùn
- Xã Mường Thín
- Xã Nà Sáy
- Xã Phình sáng
- Xã Pú Nhung
- Xã Quài Cang
- Xã Quài Nưa
- Xã Quài Tở
- Xã Ta Ma
- Xã Tênh Phông
- Xã Toả Tình